# Kanton Neukirchen
Der Kanton Neukirchen war eine Verwaltungseinheit im Distrikt Hersfeld des Departement der Werra im napoleonischen Königreich Westphalen. Hauptort des Kantons und Sitz des Friedensgerichts war die Stadt Neukirchen (Knüll) im heutigen Schwalm-Eder-Kreis.
Der Kanton umfasste 15 Dörfer und Weiler und eine Stadt, hatte 4.251 Einwohner und eine Fläche von 1,82 Quadratmeilen.
Zum Kanton gehörten die Kommunen:
- Stadt Neukirchen
- Asterode
- Alt-Hattendorf und Neu-Hattendorf mit Krausenberg
- Immichenhain mit Völkershof und Eggenhöfe
- Nausis, Wincherode und Claushof
- Riebelsdorf mit Rückershausen
- Röllhausen und Schönberg
- Schrecksbach